# Haemophilus influenzae biogrupa aegyptus
Haemophilus aegyptus – Gram-ujemna pałeczka będąca czynnikiem etiologicznym zapalenia spojówek oraz epidemicznie występującej sepsy. Zakażenie przenosi się przez bezpośredni kontakt z zainfekowanym człowiekiem. Początkowo uważano bakterię za osobny gatunek, jednakże badania genomu wykazały podobieństwo do H. influenzae. Obecnie szczepy te zaliczane są do tego gatunku.

## Hodowla i identyfikacja
Bakteria wzrasta wyłącznie na specjalnych podłożach hodowlanych, takich jak podłoże Lewinthala lub agar czekoladowy. Specjalne wymagania odżywcze drobnoustroju obejmują czynnik V oraz X.
Pałeczka nie hemolizuje erytrocytów oraz redukuje azotany, tak samo jak Haemophilus influenzae. Odróżnienie obu drobnoustrojów jest możliwe dzięki braku zdolności rozkładu ksylozy przez Haemophilus aegyptus.
Rozkład glukozy, mocznika oraz wytwarzanie indolu to cechy wspólne w obrębie rodzaju.

## Chorobotwórczość
Drobnoustrój jest jedną z najczęstszych przyczyn czynników etiologicznych  egipskiego zapalenia spojówek, obecnie zwanego jaglicą. Jest ponadto odpowiedzialny za gorączkę plamicową brazylijską, śmiertelną chorobę dzieci, przyjmującą postać miejscowych epidemii.

## Leczenie
Z antybiotyków aktywność zachowują m.in. erytromycyna, tobramycyna i gentamycyna.